# Tropics (musicien)
Pour les articles homonymes, voir Tropics.
Tropics, de son vrai nom Christopher Ward, est un DJ et compositeur britannique de musique électronique.

## Biographie
En 2013, Tropics sort son premier EP, intitulé Popup Cinema. La même année, Tropics sort un autre EP intitulé Home and Consonance via Five Easy Pieces,. En 2015, Tropics sort son album studio, intitulé Rapture, via Innovative Leisure,. Son quatrième album, Nocturnal Souls, sort en 2018 via Plus Fours.

## Discographie

### Albums studio
- 2011 : Parodia Flare (Planet Mu)
- 2015 : Rapture (Innovative Leisure)
- 2018 : Nocturnal Souls (Plus Fours)

### EP
- 2010 : Soft Vision (Planet Mu)
- 2013 : Home and Consonance (Five Easy Pieces)
- 2013 : Popup Cinema (Svetlana Industries)